# Монтеглон, Анатоль де
Анатоль де Курд де Монтеглон (фр. Anatole de Courde de Montaiglon; 28 ноября 1824, Париж — 1 сентября 1895, Париж) — французский историк-медиевист, историк искусства, библиофил.

## Биография
В 1850 году Анатоль де Монтеглон окончил Школу хартий в Париже по специальности архивариус и палеограф, защитив диссертацию под названием «Опыт словаря старых французских художников эпохи Средневековья и Возрождения» (Essai de dictionnaire des anciens peintres français pendant le Moyen Âge et la Renaissance). Он начал свою научную карьеру в Лувре и Библиотеке Арсенала, а в 1864 году стал секретарём Школы хартий. В 1868 году, после смерти Огюста Валле де Виривиля Монтеглон занял должность профессора на кафедре библиографии и классификации архивов и библиотек.
Научные работы Монтеглона разнообразны, хотя, как сожалел Поль Мейер в речи на похоронах историка, они несколько разбросаны: его печатная библиография, предложенная друзьями, насчитывает почти семьсот наименований. Его работы в основном связаны с историей искусства и особенно с историей литературы. Монтеглон был специалистом по поэзии пятнадцатого века, которой он посвятил множество исследований и издал важные научные и популярные издания.
Активно вовлеченный в научную и интеллектуальную жизнь второй половины девятнадцатого века, Анатоль де Монтеглон был членом Комитета исторических работ, президентом «Общества истории французского искусства» и членом Общества французских антикваров.
После его смерти в 1895 году друзья Монтеглона установили на его могиле на кладбище Пер-Лашез мемориал с погребальной маской работы скульптора Франсуа-Леона Сикара.